# جرثوم كبريتي معتزل الرواسب
جرثوم كبريتي معتزل الرواسب (الاسم العلمي: Limnobacter thiooxidans) هي نوع من البكتيريا، سلبية الغرام، تتبع الجرثومات معتزلة الرواسب.